# Флоренція Лозано
Флоренція Лозано (англ. Florencia Lozano; нар. 16 грудня 1969, Принстон) — американська актриса, відома завдяки своїй тривалій ролі Теі Дельгадо в мильній опері «Одне життя, щоб жити», яку вона грала з 1997 по 2013 рік. Флоренція приєдналася до шоу в січні 1997 року і залишалася в ньому аж до фіналу на початку 2012 року. Пізніше вона приєдналася до сестринського серіалу «Головний госпіталь».

## Життя та творчість
Лозано народилася в Прінстоні, штат Нью-Джерсі, в сім'ї емігрантів з Аргентини. Вона виросла в Массачусетсі, закінчила Браунський університет, після чого переїхала в Нью-Йорк, де вивчала акторську професію в школі мистецтв Тиша Нью-Йоркського університету. У грудні 1996 року Флоренція отримала роль у серіалі «Одне життя, щоб жити» і рік потому номінувалася на премію «Дайджесту мильних опер» за кращий дебют.
Лозано в різні роки з'явилася у низці прайм-тайм серіалів, знятих в Нью-Йорку. Серед них: «Закон і порядок: Спеціальний корпус», «Закон і порядок: Злочинний намір», «Помадні джунглі», «Поганенька», «Дорогий лікар», «Блакитна кров» і «Таємниці Лаури». Вона також була оригінальною виконавицею ролі Елеанор Волдорф у фільмі «Пліткарка», але після пілотного епізоду була замінена на Маргарет Колін. У 2007 році відбувся її дебют на великому екрані в трилері «Ідеальний незнайомець». Відтоді Флоренція грала невеликі ролі у наступних фільмах: «Список контактів», «Вероніка вирішує померти» і «Вкради мою дружину».
У 2016 році Флоренція Лозано отримала постійну роль у другому сезоні серіалу Netflix «Нарки».

## Фільмографія

### Фільм
| Рік  | Українська назва      | Оригінальна назва       | Роль                 |
| ---- | --------------------- | ----------------------- | -------------------- |
| 2005 |                       | Bittersweet Place       | Wendy                |
| 2007 | Ідеальний незнайомець | Perfect Stranger        | Lieutenant Tejada    |
| 2008 | Список контактів      | Deception               | Clancey receptionist |
| 2009 | 2B (фільм)            | 2B                      | Vicky Borano         |
| 2009 |                       | Veronika Decides to Die | Dr. Thompson         |
| 2009 |                       | The Ministers           | Celeste Santana      |
| 2011 |                       | Remember                | Elena                |
| 2013 |                       | Life of Crime           | Anjelica             |
| 2013 |                       | 7E                      | Sadie                |
| 2015 |                       | Amok                    | Lois                 |
| 2016 |                       | Amy Makes Three         | Eileen Hubble        |

### Телебачення
| Рік                        | Українська назва                    | Оригінальна назва                 | Роль              |
| -------------------------- | ----------------------------------- | --------------------------------- | ----------------- |
| 1997–2000, 2002, 2008–2013 | Одне життя, щоб жити                | One Life to Live                  | Téa Delgado       |
| 2003                       |                                     | Law & Order: Criminal Intent      | Octavia Ruiz      |
| 2004                       |                                     | The Jury                          | Dr. Callie Zebula |
| 2007                       | Пліткарка                           | Gossip Girl                       | Eleanor Waldorf   |
| 2007                       | Закон і порядок: Спеціальний корпус | Law & Order: Special Victims Unit | Lauren Molby      |
| 2007                       | Закон і порядок: Злочинні наміри    | Law & Order: Criminal Intent      | Theresa Quinn     |
| 2008                       |                                     | Lipstick Jungle                   | Salesgirl         |
| 2008                       |                                     | Ugly Betty                        | Penelope Del Rios |
| 2010                       | Дорогий доктор                      | Royal Pains                       | Faith             |
| 2010                       | Блакитна кров                       | Blue Bloods                       | Sophia Calso      |
| 2012                       | Головний госпіталь                  | General Hospital                  | Téa Delgado       |
| 2014                       |                                     | The Mysteries of Laura            | Dr. Lens          |
| 2016                       | Нарко                               | Narcos                            | Claudia Messina   |
| 2017                       | Чорний список                       | The Blacklist                     | Doctor            |
| 2017–2018                  |                                     | Kevin Can Wait                    | Wendy             |
| 2018                       | Державний секретар                  | Madam Secretary                   | Dr. Ruth Hubbard  |
| 2019                       |                                     | The Enemy Within                  | Elizabeth Cordova |
| 2022                       | Глибокий вдих                       | Keep Breathing                    | Liv's mother      |